# Jüdisches Viertel (Lublin)

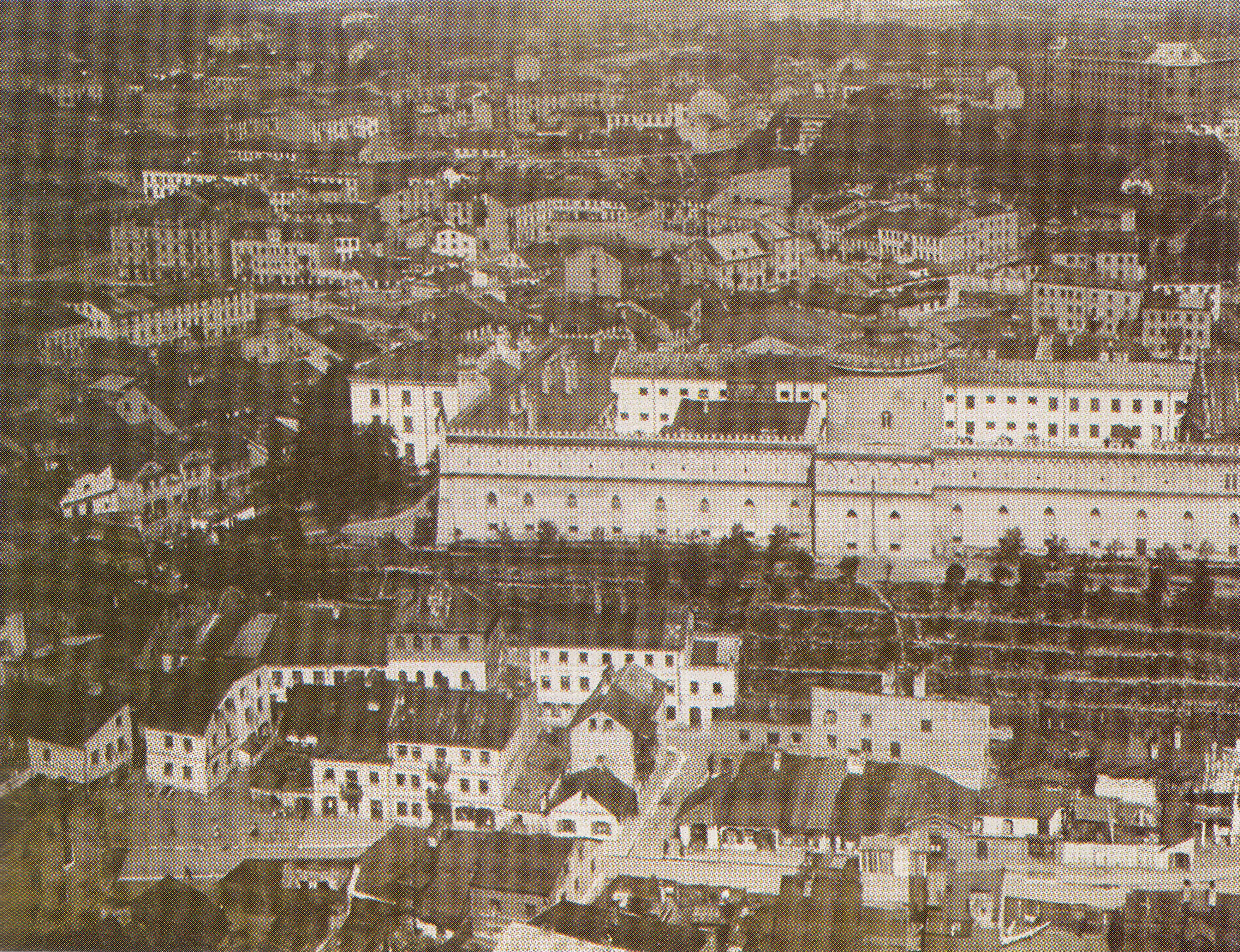
Jüdisches Viertel um das Schloss, 1938

Das Jüdische Viertel in Lublin (polnisch Dzielnica żydowska) in Polen befand sich außerhalb der Altstadt rund um das ehemalige Residenzschloss. Während der deutschen Besetzung Polens wurde das Viertel ab 1942 mit Hilfe jüdischer Gefangener aus dem nahegelegenen Konzentrationslager Majdanek zerstört.

## Geschichte
| Jüdische Bevölkerung | Jüdische Bevölkerung |
| Jahr                 | Anzahl               |
| -------------------- | -------------------- |
| 1568                 | 500                  |
| 1602                 | 2.000                |
| 1787                 | 4.231                |
| 1865                 | 12.992               |
| 1931                 | 38.937               |
| 1939                 | 42.830               |
| 1945                 | 4.553                |
| 1990                 | 10                   |
| 2007                 | 20                   |

Obwohl die ersten Spuren jüdischen Lebens in Lublin aus der zweiten Hälfte des 15. Jahrhunderts stammen, begann das eigentliche Jüdische Viertel erst Anfang des 16. Jahrhunderts zu wachsen. Durch einen Erlass von König Sigismund I., zum Schutz der christlichen Händler, war es den jüdischen Kaufleuten nicht gestattet innerhalb der Stadtmauern Handel zu treiben. Aus diesem Grund siedelten sich die Juden um das Schloss zwischen dem Grodzka-Tor auf dem heutigen Schlossplatz (früher Podzamcze) an. Bis zum Jahr 1862 war es den Juden in Polen nicht gestattet, innerhalb christlicher Städte zu wohnen. Bis kurz vor Ausbruch des Zweiten Weltkrieges lebten 42.830 Juden in Lublin, dies entsprach 31 % der Gesamtbevölkerung der Stadt.

### Ghetto
Im März 1941 errichteten die deutschen Besatzer ein Ghetto in Lublin. Es umfasste den Bereich des Jüdischen Viertels von der Lubartowska-Straße im Westen, über die Kowalska-Straße im Süden, weiter über die Straßen Podwale und Podzamcze im Osten bis hin zur Unicka-Straße im Norden. Dieser Teil („A“ genannt) des Ghettos war zuerst für die Vernichtung vorgesehen. Der andere Teil („B“) des Ghettos, begrenzt von den Straßen Kowalska, Rybna und Grodzka sollte später geräumt und vernichtet werden. Im Teil „B“ befand sich auch der Judenrat. Das Ghetto wurde 1942 geräumt und zerstört.

## Szeroka-Straße

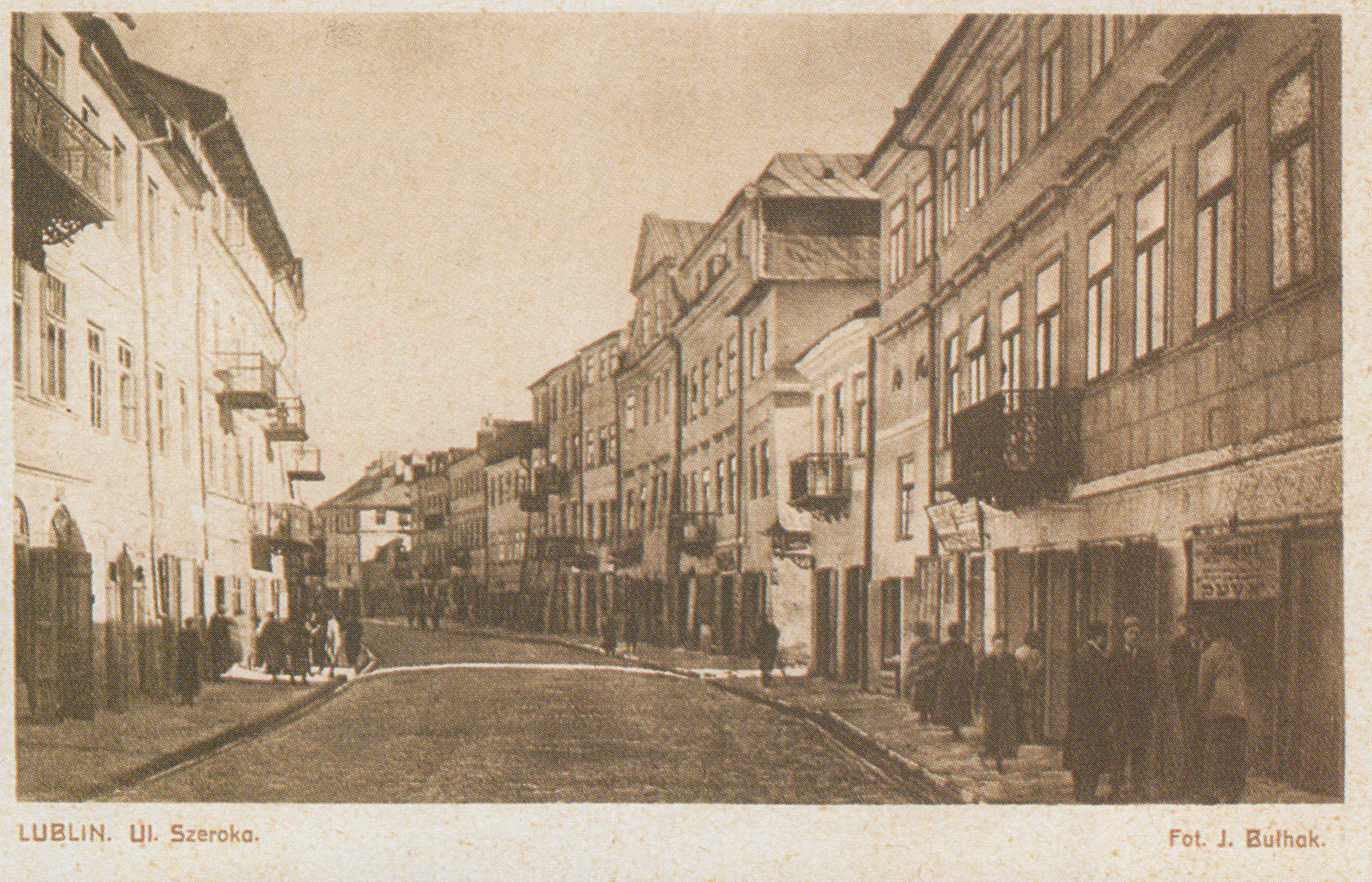
Szeroka Straße im ehemaligen Jüdischen Viertel in Lublin

Die Szeroka Straße (auch „a jiidiszegas“ – „Judenstraße“) war eine bereits im 17. Jahrhundert angelegte Straße im jüdischen Viertel. Es handelte sich um eine wichtige Durchgangsstraße im Jüdischen Viertel der Stadt und war das politische, religiöse und administrative Zentrum des jüdischen Lebens in Lublin. Die Straße verlief von der Kowalska-Straße über den heutigen Schlossplatz. Entlang dieser Straße befanden sich mehrere Synagogen. Am Anfang und Ende befand sich jeweils ein gemauerter Brunnen. Im 18. Jahrhundert lebte Jaakow Jizchak Horowitz im Haus Nr. 28 in der Szeroka-Straße. Horowitz trug wesentlich zur Entwicklung des Chassidismus bei.